# Borek Sedlák
Borek Sedlák (* 15. června 1981 Jablonec nad Nisou), rodným jménem Vlastibor Sedlák, je bývalý český skokan na lyžích. Měří 180 cm, váží 65 kg. Na lyžích Fischer závodil za Duklu Liberec.

## Sportovní kariéra
Vůbec první skok ve svém životě absolvoval 5. září 1998. Premiéru ve Světovém poháru si odbyl v devatenácti letech na mamutím můstku v Harrachově, kde ovšem nebodoval. Krátce poté skončil bronzový na Univerziádě v Zakopanem. O rok později se dvakrát představil v málo obsazeném závodě v americkém Ishpemingu na závodech „druholigového“ Kontinentálního poháru a obsadil zde 7. a 9. místo. Následující roky působil převážně v Kontinentálním poháru, a to bez výraznějších úspěchů. V roce 2004 na domácí půdě opět nahlédl do Světového poháru, ale opět neuspěl.
První bod do pořadí světového poháru získal v roce 2005 v Harrachově, kde skončil třicátý. Výrazného úspěchu dosáhl 26. prosince 2005, když vyhrál závod Kontinentálního poháru ve Sv. Mořici. V závodech v Titisee-Neustadt skončil čtvrtý a pátý. Kvalitní výkony mu vynesly účast na mistrovství světa v letech na lyžích, ale na olympiádu nominován nebyl. Konečně dostal alespoň příležitost ve Světovém poháru, kde třikrát za sebou obsadil 38. místo.
Fakt, že vítěz závodu Kontinentálního poháru nebyl nominován na Zimní olympijské hry v Turíně, vyvolal u přátel a fanoušků Borka Sedláka značnou nevoli a několik kritických článků. Sedlák se však nakonec na olympiádu dostal jako náhradník za zraněného Antonína Hájka. V závodě na středním můstku obsadil 38. příčku, na velkém můstku si o dvě příčky pohoršil. V závodě družstev pomohl českému týmu k devátému místu.
Jeho osobní rekord činí 208 metrů.
Po sezóně 2013/2014 ukončil sportovní kariéru.
V sezóně 2015/16 se stal kontrolorem kombinéz a vybavení u skokanů. V následujícím ročníku se stal asistentem Waltera Hofera, ředitele závodů Světového poháru ve skocích na lyžích, čímž vystřídal dlouholetého experta Mirana Tepeše. Jeho úkolem je, mimo jiné, pouštět na věži skokany dolů.

## Osobní život
Sedlákovo původní křestní jméno bylo Vlastibor, v roce 2005 si jej nechal změnit na Borek.
Vystudoval vysokou školu sportovního managementu.